# Blas de Torres Altamirano
Blas de Torres Altamirano (Trujillo, Cáceres, siglo XVI-Lima, Perú, 1639) fue un jurista y alto magistrado castellano, fiscal del crimen de Lima, alcalde y oidor de Lima.

## Biografía
Hijo del licenciado Diego González-Altamirano de Trujillo, oidor de Lima y primer alcalde del crimen de la Corte, y de Leonor de Torres y Escobedo de Granada. Fue a Perú con su madre y con sus hermanos, Elvira, Luisa y Antonio, por licencia del 27 de octubre de 1570.
Torres fue nombrado fiscal de la Audiencia de Quito después de las consultas para oidor y fiscal del 20 de agosto de 1598 en la cual fue recomendado en el tercer puesto para oidor. Su título del cargo estaba fechado el 15 de septiembre de 1598. Recibió una licencia del 8 de junio de 1599 para viajar a su puesto acompañado por sus criados. En 1606 el presidente de Quito avisó de la vida desordenada de Torres. Fue ascendido a Lima como fiscal del crimen por consulta a finales de mayo y título del 18 de agosto de 1607. Después fue destinado como alcalde del crimen para reemplazar a Diego de Armenteros por resulta del 7 de mayo de 1616 y fue nombrado oidor por consulta del 20 de julio y título del 17 de agosto de 1622. En septiembre de 1629 servía como juez privativo de la ropa de contrabando y en octubre fue nombrado juez comisario de los chasquis. En 1633 pasó alrededor de seis semanas convaleciendo de una enfermedad en Lurigancho. Murió en 1639 en el puesto de oidor.
En 1619 Torres confirmó su matrimonio, contraído por poder, con Águeda Mauricia de los Ríos y Lisperguer, de Santiago de Chile, hija de general Gonzalo de los Ríos y Encío, caballero de la Orden de Santiago y corregidor de Santiago en tres ocasiones, y de Catalina lisperguer y flores, era hermana de Catalina de los Ríos y Lisperguer conocida como La Quintrala. Águeda murió el 15 de agosto de 1636. Habían tenido cinco hijos. El heredero de su mayorazgo fue Melchor Gonzalo Altamirano de los Ríos, quien regresó a España y en 1645 se casó con Ángela de Acuña y Guzmán, heredera del marquesado de Vallecerrato. Su hijo Jerónimo vivió en Chile y fue maestre de campo. Su hijo Diego fue caballero de la Orden de Santiago (1666). No se conocen datos sobre su hijo Francisco. 
Su hija Leonor se casó con Francisco de Vargas Carvajal Córdoba y Mendoza, caballero de la Orden de Alcántara, encomendero de Ichiguara, corregidor de Canas y Canchis, y quinto correo mayor de Indias. Torres estableció un mayorazgo en 1635. Su nieto Diego Anastacio de Carvajal Altamirano, fue el primer conde de Castillejo desde 1683, caballero de la orden de Calatrava, encomendero de Ichiguari, corregidor de Canas y de Canchis y alcalde de Lima en 1669.